# Phacellodomus striaticeps
Phacellodomus striaticeps é uma espécie de ave da família Furnariidae.
Pode ser encontrada nos seguintes países: Argentina, Bolívia e Peru.
Os seus habitats naturais são: regiões subtropicais ou tropicais húmidas de alta altitude e matagal tropical ou subtropical de alta altitude.